# جام پرزیدنت ترکمنستان ۱۹۹۸
لیگ قهرمانان بین قاره ای ۱۹۹۸ که با نام لیگ بین قاره ای ۱۹۹۸ نیز شناخته می‌شود چهارمین دوره لیگ قهرمانان بین قاره ای بود که در ۱۰ تا ۲۰ فوریه ۱۹۹۸ (۲۱ بهمن تا ۱ اسفند ۱۳۷۶) به میزبانی عشق‌آباد پایتخت ترکمنستان برگزار شد. در این مسابقات ۸ باشگاه قهرمان هفت کشور مختلف آسیایی و اروپایی حضور داشتند و در پایان استقلال از ایران پس از صعود از مرحله گروهی به عنوان تیم نخست با شکست اولسان هیوندای در نیمه نهایی و زنیت سنت پترزبورگ در فینال موفق به کسب عنوان قهرمانی این تورنومنت بین قاره ای شد.استقلال به عنوان قهرمان لیگ قهرمانان آسیا ۹۱–۱۹۹۰ دراین رقابت ها حضور داشت.

## مسابقات
مرحله گروهی با حضور ۸ تیم در دو گروه ۴ تیمی برگزار شد. از هر گروه دو تیم به مرحله نیمه‌نهایی صعود کردند. تیم‌های بازنده برای تعیین تیم‌های پنجم تا هشتم این تورنمنت دو بازی برگزار کردند.

### گروه A
|  | نیسا عشق‌آباد | ۴–۰ | هنان جیانیه |  |

|  | استقلال تهران | ۳–۱   | ایروان |  |
|  |               | گزارش |        |  |

|  | استقلال تهران | ۱–۰   | هنان جیانیه |  |
|  |               | گزارش |             |  |

|  | ایروان | ۲–۲ | نیسا عشق‌آباد |  |

|  | ایروان | ۱–۲ | هنان جیانیه |  |

|  | استقلال تهران | ۱–۱   | نیسا عشق‌آباد |  |
|  |               | گزارش |              |  |

| رده | تیم           | برد | مساوی | باخت | گل‌زده | گل‌خورده | تفاضل | امتیاز |
| --- | ------------- | --- | ----- | ---- | ----- | ------- | ----- | ------ |
| ۱   | استقلال تهران | ۲   | ۱     | ۰    | ۵     | ۱       | ۴+    | ۷      |
| ۲   | نیسا عشق‌آباد  | ۱   | ۲     | ۰    | ۷     | ۳       | ۳+    | ۵      |
| ۳   | هنان جیانیه   | ۱   | ۰     | ۲    | ۲     | ۶       | ۴-    | ۳      |
| ۴   | ایروان        | ۰   | ۱     | ۲    | ۴     | ۷       | ۳-    | ۱      |

### گروه B
|  | زنیت سن پترزبورگ | ۵–۰ | داغدان عشق‌آباد |  |

|  | اولسان هیوندای | ۲–۰ | فورسکلا پولتاوا |  |

|  | فورسکلا پولتاوا | ۳–۱ | داغدان عشق‌آباد |  |

|  | زنیت سن پترزبورگ | ۰–۰ | اولسان هیوندای |  |

|  | داغدان عشق‌آباد | ۲–۰ | اولسان هیوندای |  |

|  | زنیت سن پترزبورگ | ۰–۰ | فورسکلا پولتاوا |  |

| رده | تیم             | برد | مساوی | باخت | گل‌زده | گل‌خورده | تفاضل | امتیاز |
| --- | --------------- | --- | ----- | ---- | ----- | ------- | ----- | ------ |
| ۱   | زنیت            | ۱   | ۲     | ۰    | ۵     | ۰       | ۵+    | ۵      |
| ۲   | اولسان هیوندای  | ۱   | ۱     | ۱    | ۲     | ۲       | ۰     | ۴      |
| ۳   | فورسکلا پولتاوا | ۱   | ۱     | ۱    | ۳     | ۳       | ۰     | ۴      |
| ۴   | داغدان          | ۱   | ۰     | ۲    | ۳     | ۸       | ۵-    | ۳      |

### مرحله حذفی

#### رتبه هفتم
|  | ایروان | ۲–۵ | داغدان عشق‌آباد |  |

#### رتبه پنجم
|  | هنان جیانیه | ۰–۱ | فورسکلا پولتاوا |  |

#### نیمه‌نهایی
|  | زنیت سن پترزبورگ | ۵–۱ | نیسا عشق‌آباد |  |

|  | استقلال تهران   | ۱–۰   | اولسان هیوندای |  |
|  | محمد خرمگاه ۷۵' | گزارش |                |  |

#### رده‌بندی
|  | نیسا عشق‌آباد | ۱–۰ | اولسان هیوندای |  |

#### فینال
|  | استقلال تهران | ۰–۰ (۷–۶ پنالتی) | زنیت سن پترزبورگ |  |
|  |               | گزارش            |                  |  |

## قهرمان
| جام پرزیدنت ترکمنستان ۱۹۹۸ استقلال تهران نخستین عنوان |